# Pristiterebra frausseni
Pristiterebra frausseni é uma espécie de gastrópode do gênero Pristiterebra, pertencente a família Terebridae.